# Elise Sørensen
Elise Sørensen, född 1904 och död 1977, var en dansk sjuksyster som uppfann en stomipåse för engångsbruk. Påsen utgjorde grunden för det danska multinationella medicintekniska företaget Coloplast.
Elise Sørensen uppfann påsen efter att hennes syster blivit stomiopererad. Redan innan hade hon som sjuksköterska reagerat över de komplicerade och kostsamma hjälpmedlen för stomiopererade. Hon bekymrades också över hur deras sociala liv förändrades efter operationen på grund av skam och rädsla för lukter och läckage.
Elise Sørensen led av depressioner hela sitt liv och redan år 1957, samma år som Coloplast grundades, slutade hon som sjuksyster. År 1963 mottog hon trots det utmärkelsen Årets Sygeplejerske av Dansk Sygeplejeråd. Hon tog emot priset och prispengarna på 5 000 DKK på mentalsjukhuset Dianalund. Där levde hon sedan resten av sitt liv som ändades år 1977.